# Razmjena učenika
Razmjena učenika označava uzajamnu razmjenu učenika (pojedinaca ili školskih razreda).Odnosi se često na razmjenu iz raznih država i u sklopu gradskih partnerstva.
Učenici su tijekom svoga boravka smješteni u obitelji drugih učenika. Razred u pratnji jednog ili više nastavnika (koji predaju strani jezik) posjećuje razred u drugoj zemlji.
Svrha je upoznati kulturu zemlje domaćina, jezik i druge sadržaje. Učenici na taj način mogu razmjenjivati interkulturalne kompetencije, poboljšati svoje jezične vještine i naučiti biti neovisni. 

## Vanjske poveznice
- Sisak. info